# Korben
Manuel Dorne, plus connu sous le pseudonyme de Korben, né le 23 mars 1982 à Douai (Nord), est un blogueur français spécialisé dans l’informatique et la culture geek.
Il coanime plusieurs podcasts dont RemixJobs et Appload (qui était dans l'ancien network NoWatch.net).

## Biographie

### Enfance et formation
Il passe son adolescence à Beauvais, où il étudie au lycée François Truffaut. Après un baccalauréat scientifique en 1999 et un BTS informatique de gestion en 2001, durant lequel il crée son premier blog, Manuel Dorne commence sa carrière en tant qu’intérimaire pour une hotline. Par la suite, il profite de son temps libre pour apprendre à programmer en Delphi, langage avec lequel il crée, entre autres, RockXP, un logiciel qui permet de récupérer ses clés de licence Windows et de retrouver ses mots de passe. C’est durant ces mois qu’il choisit son pseudonyme, en référence à Korben Dallas, personnage principal du film Le Cinquième Élément de Luc Besson.

### Carrière
En 2003, Manuel Dorne devient administrateur réseau, puis développeur Web pour Marsans, un voyagiste espagnol. La même année, il crée le site korben.tk, sur lequel il met à disposition ses utilitaires (RockXP y sera téléchargé plusieurs centaines de milliers de fois) et où il exprime ses premières prises de position contre la censure et pour l’anonymat sur Internet.
En 2005, il devient chef de projet junior pour Afidium, société de conseil en informatique spécialisée dans le secteur du tourisme.
En 2009, il se met à son compte, d'abord auto-entrepreneur puis sa propre société en 2011, et cofonde le site RemixJobs avec Julien Renvoyé et Jérémy Marc, portail d’emploi spécialisé dans les métiers du Web tout en maintenant son blog korben.info.
Le 17 octobre 2009, il participe, avec plusieurs autres blogueurs, à une opération de billets de blogs sponsorisés via l'agence BETC, bien que son caractère rémunéré n'ait pas été immédiatement signalé par tous ces blogueurs, ni par Korben lui-même. L'article faisait la promotion de la série web Kali de Canal+. Face au harcèlement qu'il a subi, il met son blog en pause pendant quelques jours.
En 2014, il cofonde avec son ami Luca d'Auria la société Ificlide,, une entreprise de conseil en informatique spécialisée dans le rendement commercial, l'architecture d’entreprise et la donnée dont il assurera le lancement de la branche développement.
Depuis 2019 il coanime une émission YouTube aux côtés de Rémi Ciepliki (DansTonChat) : Les Webosaures. Puis en 2020 il lance un podcast nommé Parallèles.
Depuis 2020 il est très actif sur Twitch, où il permet à ses followers de suivre ses journées de travail et échanger avec lui.

## Reconnaissance et notoriété
Le 4 mai 2003, Korben réalise une enquête sur Retspan (en), association française de lutte contre le piratage, en décryptant la stratégie et le code du logiciel qui font apparaître des lacunes sur le respect des licences.
Le 14 juillet 2009, les médias s’intéressent à l'activité de son blog lors de sa publication d'un résumé du hack de Twitter par Hacker Croll,. Cette révélation lui aura valu plusieurs heures de garde à vue par la police française , car, n'étant pas journaliste, il ne bénéficie pas du secret des sources.
En septembre 2012, il est classé troisième dans le classement du média Minutebuzz des « 100 personnalités les plus influentes sur les réseaux sociaux en France ». En novembre 2012, il monte à bord de l'avion Airbus A300 ZERO-G pour effectuer un vol parabolique.
En juillet 2013, il est invité par Microsoft à suivre l'Imagine Cup, à Saint-Pétersbourg, en Russie.
En 2016, il est premier du classement du site Webeev.fr sur les « blogueurs high-tech français les plus influents ».
En décembre 2021, il est classé septième dans La Tyto Tech 500 Power List, classement des « personnes les plus influentes dans le secteur de la Tech en France, au Royaume-Uni et en Allemagne ».